# 트랙스 (음악 그룹)
트랙스(TraxX)는 대한민국의 3인조 음악 그룹이다. 본래 4인조 록밴드 '더 트랙스 (The Trax)'로 데뷔했으며, 이후 제이, 김정모의 2인조 밴드 '트랙스 (Trax)'로 재정비했다. 2018년에 DJ 긴조를 영입하여 3인조 EDM그룹 'TraxX'로 재편했지만 2019년 원년 멤버 제이와 김정모가 SM 엔터테인먼트를 떠났다.

## 활동
SM 엔터테인먼트의 대표인 이수만이 프로듀싱했으며 일본의 록 밴드 엑스 재팬의 리더 요시키가 앨범 프로듀싱에 참여하는 등, 아시아 시장을 목표로 기획된 한일 합작 록 밴드 프로젝트다. 트랙스는 네 멤버의 예명 첫 글자를 따서 붙여졌다. 그리고 트랙스는 멤버 김정모)가 MBC 《일요일 일요일 밤에》인기코너 오빠밴드 정규 멤버로 투입되면서 "트랜스"라는 별명을 얻었다.

### 데뷔
2004년 4인조 밴드로 데뷔하였으나 2006년 대한민국 정규 앨범 발매 전 드러머 노민우가 탈퇴를 하면서 3인조로 재정비되었다. 트랙스는 SM 엔터테인먼트에서 세번째로 탄생한 밴드로 당시 소속가수들과는 확연히 다른 장르와 다른 활동 방식을 선보였으며 현지화 전략에 의해 전 멤버가 자유롭게 일본어를 구사할 수 있었다. 2008년에는 일본에서 길거리 라이브, 클럽 콘서트 등의 활동을 하기도 하였다.
현재 대한민국에서는 두장의 싱글 앨범과 한장의 정규 앨범을 발매했으며 SM 엔터테인먼트 소속가수들이 매 여름, 겨울마다 발매하는 프로젝트 앨범인 SMTOWN 06 여름, 겨울 음반에 참여하였다. 일본에서는 다섯장의 싱글을 발매하였다. 대체로 음반 발매, 라이브 공연 위주의 활동을 하지만, 뮤직비디오, 드라마등을 통해 연기 활동을 하기도 한다.
연습생 시절부터 친분을 쌓아온 동방신기, 슈퍼주니어 멤버들과 SM 유나이티드라는 아마추어 축구팀의 구성원으로도 활동하였으나 2007년 상반기에 리더 제이의 성대낭종으로 활동을 중단했다. 그러나 그 해에 베이시스트 강정우가 탈퇴하자 트랙스는 제이와 김정모로 구성된 남성듀오로 재정비되었다.

### 제이와 김정모의 컴백
제이의 성대문제로 활동을 중단했던 트랙스는 2008년 《BAND OF BROTHERS》에 출연했다. 2009년 상반기 제이는 《하자 전담반 제로》로 연기자 변신을 했다. 그리고 6월 김정모가 SBS 수목드라마 《태양을 삼켜라》의 OST에 참여를 했다. 그러나 10월 말, 오빠밴드는 시청률 부진으로 폐지되었다. 그리고 2010년, 트랙스는 첫 번째 미니앨범으로 다시 컴백 전, 티저영상을 공개했다. 그 뮤직비디오에는 슈퍼주니어의 희철과 f(x)의 리더 빅토리아가 연인으로 열연을 해 눈길을 끌었으며 눈물연기로 네티즌들의 호평을 받았다. 트랙스의 첫 번째 미니앨범은 1월 25일에 발매했다. 그 후, 트랙스는 "가.차.남(가슴이 차가운 남자)"으로 활발히 활동을 하고 있다. 또한 인터뷰에서 제이는 트랙스의 객원보컬을 영입하게 된다면 소녀시대의 태연을 영입하고 싶다고 밝혔다.

## 구성원

### 타이푼 (Typhoon)
본명은 김견우(Jay Kim, 1983년 4월 8일 ~ ). 그룹의 리더이자 보컬 미국 캘리포니아주에서 학창시절을 보냈으며 2001년 강타와 문희준이 진행하는 '세기의 대결'에서 문희준 팀의 멤버로 참여해 방송에 처음 모습을 드러냈다.
정규앨범 초우에서는 멤버 강정우와 천상지희 더 그레이스의 멤버 린아와 함께 연기를 하기도 했다. 2007년에 성대낭종 때문에 수술을 받았으며 그로 인해 밴드 활동에 차질을 빚기도 했다. 연습생 시절부터 슈퍼주니어의 김희철과 돈독한 친분관계를 미니홈피등을 통해 과시해왔으며, 데뷔 이후에도 함께 숙소생활을 해왔다. 김희철이 기르는 고양이의 이름 '한제희범' 중 '제'는 타이푼의 영어 이름인 제이 킴(Jay Kim)에서 따온 것이다.
- Mnet 《Band of Brothers》 (2008)
- MBC 드라마넷 《하자전담반 제로》 (2009)

### 로즈 (Rose)
본명은 노민우(1986년 5월 29일 ~) 그룹 내의 드러머. 2006년 트랙스 탈퇴 후, 현재 MBC 태희 혜교 지현이와 MBC 파스타와 SBS 내 여자친구는 구미호에 출연했으며 연기자로 활약하고 있다.

### 어택 (Attack)
본명은 강정우(1985년 6월 15일 ~ ). 그룹 내의 베이시스트. 타이푼과 함께 2001년 강타 문희준의 '세기의 대결'에서 문희준 팀의 멤버로 참여했다. 일본에서는 공연, 음반활동 이외에 드라마를 통해 연기 활동도 하고 있다. 한일 합작 드라마 ‘목련 꽃 아래서’에 출연하였다.

### 크리스마스 (X-Mas)
본명은 김정모(1985년 3월 26일 ~ ). 그룹 내의 기타리스트. 2007년부터 2008년 3월까지 Mnet의 일본음악 소개 프로그램인 j-pop wave의 VJ로서 활동했으며, 슈퍼주니어의 김희철이 X맨과 황금어장에 출연했을 때, 〈첫 차〉와 〈Don't say goodbye〉를 직접 편곡, 연주해 김희철의 개인기 무대에 함께 오르기도 했다. 그리고 2009년에는 MBC의 일요일 일요일 밤에의 코너 중 하나인 "오빠밴드"를 통해 "천재소년", "드럼계의 테리우스" 등 별명을 얻으면서 트랙스 팬들에게 새로운 모습을 보여줬다.
- Mnet 《Band of Brothers》 (2008)
- MBC 일요일 일요일 밤에 - 오빠밴드 (2009)

## 앨범

### 대한민국 싱글
| 제목     | 발매일           | 트랙 |
| The TRAX | 2004년 7월 19일  | - 1. Paradox - 2. On the Road - 3. Are you Ready?                                                                                              |
| Scorpio  | 2004년 12월 15일 | - 1. Scorpio - 2. TEARS "TRAX version" - 3. Beat Traitor - 4. Knife - 5. Over The Rainbow (Piano version) - 6. Over The Rainbow (Rock version) |

### 일본 싱글
| 제목                          | 발매일           | 트랙                                                                                             |
| Scorpio                       | 2004년 12월 15일 | - 1. Scorpio - 2. TEARS "TRAX version" - 3. Beat Traitor - 4. Knife                              |
| Rhapsody                      | 2005년 4월 20일  | - 1. Rhapsody (후지TV 시무라쯔으(志村通) 엔딩, 니혼TV SPORTS MAX 엔딩) - 2. Vampire              |
| Blaze Away                    | 2005년 9월 14일  | - 1. Blaze Away (애니메이션 아이실드 21 2기 엔딩 테마) - 2. End Of The World - 3. It's a MONSTER |
| RESOLUTION                    | 2006년 8월 23일  | - 1. RESOLUTION - 2. Criminal Scream                                                             |
| Find The Way/Cold Rain -初雨- | 2007년 1월 24일  | - 1. Find The Way - 2. Cold Rain -初雨-                                                          |

### 대한민국 앨범
| 제목 | 발매일          | 트랙 |
| 初雨 | 2006년 7월 18일 | - 1. 영혼을 감싸안아｜Embrace One's Soul - 2. 축제｜Carnival - 3. 초우 [初雨]｜Cold Rain - 4. Liez - 5. Paradise - 6. CRAZY - 7. Total Eclipse - 8. This Love - 9. Sad wedding song - Bonus Track 1. PARADOX - Bonus Track 2. Scorpio |

### 대한민국 미니 앨범
| 제목               | 발매일           | 트랙 |
| 가슴이 차가운 남자 | 2010년 1월 25일  | - 1. 가슴이 차가운 남자 (Let You Go) - 2. One Night - 3. 송인 (Goodbye Lover..) - 4. 아직은 나.. (I can Change) - 5. 치유 (Healing) (Feat. Key Of SHINee) - 6. 끝나지 않은 이야기 (Don't Leave Me) |
| 오! 나의 여신님    | 2010년 9월 6일   | - 1. 오! 나의 여신님 (Oh! My Goddess) - 2. Let's Play - 3. 자기야 (Jagiyah) - 4. Rush - 5. 없는 사람 (Everlasting Story) - 6. 태양의 노래 (Running My Way)                                         |
| 창문               | 2011년 11월 10일 | - 1. 창문 (Blind) - 2. Like A Dream - 3. Knock Knock Knock - 4. 가슴속에 묻어두겠지 (Goodbye To Romance) - 5. Good News - 6. 이별여행 (Silent River)                                               |

### 기타 참여 음반
| 제목               | 발매일           | 참여 트랙                                 |
| SMTown 06 Summer   | 2006년 6월 20일  | - 1. 태양은 가득히 (red sun) - 7. 너 없이 |
| SMTown 06 Winter   | 2006년 12월 12일 | - 1. Snow Dream - 8. Alone                |
| 하이에나 OST       | 2006년 11월 3일  | - 2. Go! Go! - 7. My tears                |
| 빌리진 날 봐요 OST | 2007년 1월 24일  | - 4. Angels (Ballad version)              |
| 태양을 삼켜라 OST  | 2009년 8월 19일  | - 1. 운 명 - 2. 목소리 - 4. 그 자리에     |
| 메리는 외박중 OST  | 2010년 11월 15일 | - 2.Tell Me Your Love                     |
| 무신 OST Part 3    | 2012년 5월 4일   | - 1.하늘아 - 2.하늘아(inst)               |

### 스토리북
- 1st Storybook “Blast” (2004년 12월 1일)

## 활동

### 공연
- 2004년 7월 17일 : TRAX Showcase in Seoul : 대학로 질러홀
- 2004년 7월 24일 : TRAX 1st Concert : 대학로 질러홀
- 2004년 7월 31일 : TRAX 2nd Concert : 대학로 질러홀
- 2004년 12월 1일 : "내 여자친구를 소개합니다" 일본 시사회 시 요시키와 "TEARS" 공연
- 2004년 12월 12일 : 스노보드/X－TRAIL JAM in TOKYO DOME 공연

### 기타
- 2004년 10월 스쿨룩스 모델 계약

### 드라마/예능/뮤직비디오/라디오
- 트랙스 초우 (初雨/Cold Rain) (With. 천상지희 더 그레이스 Lina)[4]
- Mnet <BAND OF BROTHERS> (2008. 트랙스)
- MBC Drama net. <하자전담반 제로> (2009. 제이 - 민두현)
- MBC 일요일 일요일 밤에 오빠밴드 (2009. 김정모)
- KBS Cool FM 슈퍼주니어의 키스 더 라디오 아빠밴드 (2010. 김정모)
- MBC 표준 FM 신동 박규리의 심심타파 '사연이산다 시즌3.5 (2010. 제이, 김정모)
- SBS 러브 FM 김희철의 영스트리트 선곡의 예예예 (2010. 제이)
- SBS 러브 FM 김희철의 영스트리트 올드스트리트 (2010. 김정모)
- 뮤지컬  형제는 용감했다  (2010. 제이 - 주봉役)
- 뮤지컬  Rock of Ages  (2010. 제이 - 드류役)
- MBC 표준 FM 신동 박규리의 심심타파 '문자팔로우 시즌2 (2010. 제이, 김정모)
- 뮤지컬  삼총사  (2010. 제이 - 달타냥役)
- KBS. <프레지던트> (2010. 제이 - 유민기)
- KBS. <우리집 여자들> (2011. 제이 - 이세인)
- MBC 표준 FM 신동의 심심타파 '열세바퀴 (2011.김정모)

## 수상 및 후보
| 연도 | 시상식                        | 부문      | 작품    | 결과 |
| ---- | ----------------------------- | --------- | ------- | ---- |
| 2004 | 제6회 엠넷 아시안 뮤직 어워즈 | 록 음악상 | Paradox | 후보 |